# 분당 표면 피트
분당 표면피트(영어:Surface feet per minute, SFPM 또는 SFM)는 물리량 (표면 속도)과 임페리얼 및 미국 단위(분당 피트)의 조합이다. 이것은 1분동안 회전하는 물체위의 점이 이동하는 선형 피트로 정의된다.이것은 기계가공에서 절삭속도를 측정하는데 주로 사용된다. 이것은 절삭공구의 절삭단이 얼마나 빨리 이동하는지를 기술하는 속도의 단위이다.  그이것은 작업물 소재의 가공성과 절삭 공구의 경도에 직접적으로 연관된다. 이것은 절삭 반지름(회전 절삭기구에서)이나 작업물의 지름(선반작업에서)과 같은 변수들로 스핀들 속도와 연관된다.
SFM는 밀링머신 또는 선반의 스핀들에서 분당 피트로 측정된 재료의 속도(RPM)와 지름의 조합이다. 1SFM은 0.00508 m/s(SI 속도단위인 초당 미터)이다. 스핀들의 회전이 빠를수록, 또한 지름이 클수록 SFM은 커진다. 공작할 때에는 주로 SFM을 가능한 한 높여서 시간당 생산량을 늘리는 것을 목표로 한다.  그러나 일부 재료들은 특정한 SFM에서 더 잘 수행될 수 있다. 특정한 물질에 대해 SFM이 알려져 있는 경우(예 303 제련 스테인리스강 = 빠른 철강 가공을 위해서 120 SFM을 사용), 이러한 공식은 라이브 툴을 위한 스핀들 속도 또는 물질을 돌리기 위한 스핀들 속도를 결정하기 위해 사용될 수 있다.
아래 수식은 선반을 기준으로 작성되었기 때문에, 밀링 머신에서 가공물이 고정되어있고, 절삭기구가 회전하고 있는 경우 스톡(가공물) 지름은 공구 지름으로 대체될 수 있다.
스핀들 속도는 다음과 같은 방정식을 이용하여 계산될 수 있다:
{\displaystyle {\text{스핀들 속도 (RPM)}}={\frac {SFM}{\pi \times {\frac {1}{12}}\times {\text{스톡 지름 (in)}}}}\approx {\frac {SFM}{0.2618\times {\text{스톡 지름 (in)}}}}}
다음과 같은 방정식을 사용하여 SFM을 계산할 수 있다:
{\displaystyle SFM={\text{스톡 지름 (in)}}\times \pi \times {\frac {1(ft)}{12(in)}}\times {\text{RPM}}\approx {\text{스톡 지름 (in)}}\times 0.2618\times {\text{RPM}}}

## 참조
- 스피드와 피드